# Billy Ray Cyrus
Billy Ray Cyrus (Flatwoods (Kentucky), 25 augustus 1961) is een Amerikaanse countryzanger en acteur. Hij is bekend van zijn hit Achy Breaky Heart uit 1992. Tevens is hij de vader van zangeressen Miley Cyrus en Noah Cyrus en de adoptievader van muzikant Trace Cyrus.

## Biografie
Billy Ray Cyrus werd geboren op 25 augustus 1961 in de plaats Flatwoods in de Amerikaanse staat Kentucky. Zijn vader was de politicus Ron Cyrus en zijn moeder was Ruth Ann Cyrus. Cyrus ging naar het Georgetown College met een studiebeurs voor honkbal. Hij stopte echter om samen met zijn broer Jeff een band te vormen, genaamd 'Sly Dog'.
Cyrus werd ontdekt door de platenmaatschappij Mercury, toen hij in 1990 in het voorprogramma van een concert van Reba McEntire in Louisville, Kentucky stond. In datzelfde jaar verhuisde hij naar Los Angeles en tekende een contract bij Mercury Records. Zijn eerste album Some Gave All werd uitgegeven in 1992 en bracht meteen een grote hit, Achy Breaky Heart. Dit nummer zorgde in Amerika voor een grote opleving van het linedancen en maakte van Cyrus een landelijke bekendheid. Kenmerkend was zijn matje, een kapsel dat kort van voren en bovenop is, en lang van achteren.
Cyrus' tweede album It Won't Be the Last werd snel uitgebracht in 1993. Het liep in het begin goed, maar vergeleken met zijn eerste album vielen de verkoopcijfers sterk tegen. Datzelfde jaar werkte hij mee aan de single Romeo van Dolly Parton, die ze onder de naam 'Dolly Parton & Friends' uitbracht met Pam Tillis, Kathy Mattea, Mary Chapin Carpenter, Tanya Tucker en dus ook Billy Ray Cyrus. Een jaar later, in 1994, bracht Cyrus zijn derde album uit, getiteld Storm In The Heartland. Hierna volgden nog Trail of Tears (1996), Shot Full of Love (1998) en Southern Rain (2000). Grote verkoopsuccessen werden dit echter niet. In 2003 bracht Cyrus twee albums uit met christelijke muziek, namelijk Time Flies en The Other Side. 
In juli 2006 verscheen weer een countryalbum van Cyrus, genaamd Wanna Be Your Joe. Tegelijkertijd was hij begonnen met acteren in de Disneyserie Hannah Montana, waarin zijn dochter Miley de hoofdrol speelde. Zijn volgende album, Home at Last, werd uitgegeven door Walt Disney Records in 2007. Het bleef zijn enige album bij het label. Het album Back to Tennessee bracht Cyrus uit in 2009 bij Lyric Street Records, een countrylabel dat onderdeel was van The Walt Disney Company. Sinds het begin van Hannah Montana stond zijn carrière grotendeels in het teken van zijn dochter. Op Home at Last en Back to Tennessee waren nummers met Miley te vinden en ook in het openbaar verscheen hij vaak met zijn dochter.
In 2009 startte Billy Ray Cyrus de groep 'Brother Clyde', waarin hij samen met andere artiesten alternatieve rockmuziek maakte. De groep gaf één album uit. Kort daarna ging het alweer uit elkaar. Hierna had Cyrus lange tijd geen grote successen meer. Hij gaf nog wel albums uit, maar deze sloegen niet aan bij het grote publiek. Het patriottische album I'm American uit 2011 behaalde nog een plaats op de Billboard 200, de albumlijst van de Verenigde Staten. Zijn volgende albums Change My Mind (2012), Thin Line (2016) en Set the Record Straight (2017) kwamen niet op de lijst.
Na lange afwezigheid keerde Cyrus in 2019 terug in de hitlijsten doordat hij meezong op de remix van het nummer Old Town Road van Lil Nas X. Dit nummer behaalde wereldwijd in veel hitlijsten de hoogste posities.

### Acteerwerk
Van 2001 tot 2004 speelde Billy Ray Cyrus de hoofdrol in de comedy-dramaserie Doc op de Amerikaanse televisiezender PAX. Deze serie werd het best bekeken programma van de zender en liep vijf seizoenen.
Cyrus' bekendste rol is die van Robby Ray Stewart in de Disneyserie Hannah Montana. In de serie speelde hij de vader van Miley Stewart, die een dubbelleven leidt als de popster Hannah Montana. Miley Stewart werd gespeeld door Miley Cyrus, die in het echt ook de dochter van Cyrus is. De serie liep uiteindelijk vier seizoenen. Ook verscheen een film gebaseerd op de serie, genaamd Hannah Montana: The Movie.
Cyrus speelde verder in allerlei tv-series zoals The Nanny en Diagnosis Murder. Vaak waren dit kleine rollen waarin hij zichzelf speelde.

## Discografie

### Albums
| Album met eventuele hitnotering(en) in de Nederlandse Album Top 100 | Datum van verschijnen | Datum van binnenkomst | Hoogste positie | Aantal weken | Opmerkingen |
| ------------------------------------------------------------------- | --------------------- | --------------------- | --------------- | ------------ | ----------- |
| Some Gave All                                                       | 19-05-1992            | 25-07-1992            | 58              | 22           |             |
| It Won't Be the Last                                                | 22-06-1993            | 17-07-1993            | 86              | 3            |             |

### Singles
| Single met eventuele hitnotering(en) in de Nederlandse Top 40 | Datum van verschijnen | Datum van binnenkomst | Hoogste positie | Aantal weken | Opmerkingen                                |
| ------------------------------------------------------------- | --------------------- | --------------------- | --------------- | ------------ | ------------------------------------------ |
| Achy Breaky Heart                                             | 23-03-1992            | 01-08-1992            | 23              | 4            | Nr. 25 in de Single Top 100                |
| Could've Been Me                                              | 22-06-1992            | 24-10-1992            | 28              | 4            | Nr. 29 in de Single Top 100                |
| These Boots Are Made for Walkin'                              | 1992                  | 16-01-1993            | 27              | 3            | Nr. 27 in de Single Top 100                |
| Old Town Road (Remix)                                         | 05-04-2019            | 20-04-2019            | 5               | 19           | met Lil Nas X / Nr. 1 in de Single Top 100 |

| Single met hitnotering(en) in de Vlaamse Ultratop 50 | Datum van verschijnen | Datum van binnenkomst | Hoogste positie | Aantal weken | Opmerkingen                                |
| ---------------------------------------------------- | --------------------- | --------------------- | --------------- | ------------ | ------------------------------------------ |
| Achy Breaky Heart                                    | 1992                  | 05-09-1992            | 6               | 14           | Nr. 7 in de Radio 2 Top 30                 |
| Could've Been Me                                     | 1992                  | 05-12-1992            | 40              | 2            | Nr. 29 in de Radio 2 Top 30                |
| These Boots Are Made for Walkin'                     | 1992                  | 13-02-1993            | 32              | 4            | Nr. 20 in de Radio 2 Top 30                |
| Old Town Road (Remix)                                | 2019                  | 13-04-2019            | 1(11wk)         | 20           | met Lil Nas X / Nr. 3 in de Radio 2 Top 30 |